# Dom andra
Dom andra är en sång från albumet Vapen & ammunition av Kent. Den utgavs som singel den 18 mars 2002. Singelns b-sida är Vintervila, en tidigare outgiven låt som från början är en Havsänglar-låt och finns inspelad i demoversion från den tiden (mars 1994). Text och musik är av Joakim Berg.
År 2003 utsågs Dom andra till årets låt på både Grammisgalan och P3 Guldgalan. Singeln sålde platina. Melodin testades på Svensktoppen den 20 april 2002, men misslyckades med att ta sig in på listan.
På Trackslistan blev låten 2002 års största hit.

## Låtförteckning
1. Dom andra (3:46)
2. Vintervila (4:14)

## Låtinformation
Utgiven av BMG Sweden i mars 2002. Text och musik Joakim Berg (BMG Music Publishing Scandinavia AB).
- Dom andra producerad av Kent med Martin von Schmalensee och Zed, samt inspelad i Medly Studio, Köpenhamn och DHS Studio, Stockholm.
- Vintervila producerad av Kent med Martin von Schmalensee samt inspelad i DHS Studio, Stockholm.

## Listplaceringar
| Lista (2002) | Position |
| ------------ | -------- |
| Finland      | 5        |
| Norge        | 8        |
| Sverige      | 1        |

## Musikvideo
Videon visar en vacker, ung kvinna med exklusiva kläder som kör en dyr sportbil (Ferrari 456 GT) genom Stockholms gator på natten. Innan kvinnan kör iväg, tar hon fram ett kassettband märkt "Guns and Ammunition" (som är den engelska översättningen av Vapen & ammunition) som hon sätter i bilens bandspelare, och låten ”Dom andra” spelas upp och kvinnan kör i väg.
När kvinnan har kört en bit kan man i bilens sidoruta se spegelbilden av en man som bevisligen inte sitter i bilen (passagerarsätet är tomt). Detta anspelar förmodligen på låtens inledande textrad som lyder ”En ensam kvinna söker en man”. Vid två tillfällen, höjer den ”osynlige” mannen sin hand och vidrör en vit tiger av tyg (ett kramdjur) som hänger i bilens innerbackspegel.
Tigern är en referens till skivomslaget till ”Vapen & ammunition”, som pryds av en vit tiger. När låten är slut, stannar kvinnan bilen. När nästa låt på kassettbandet (som är  ”FF”) spelas upp (även denna från ”Vapen & ammunition”), kvinnan kör iväg igen och videon avslutas.

## Coverversioner
År 2003 spelade den finländske schlagersångaren Reijo Taipale in en finskspråkig coverversion vid namn Ihan kuin nuo toiset. Låten gavs ut av BMG Finland som CD-singel.

### Fotnoter
1. ↑  ”Grammis”. Arkiverad från originalet den 17 mars 2012. https://web.archive.org/web/20120317055524/http://www.ifpi.se/wp/wp-content/uploads/100428-lc-vinnare-genom-%C3%A5ren.pdf. Läst 1 maj 2011.
2. ↑  ”Alla vinnare P3 Guld 2003” (på nordsamiska). Alla vinnare P3 Guld 2003. Sveriges Radio. 30 januari 2012. https://sverigesradio.se/artikel/4937419.
3. ↑  Svensktoppen - 20 april 2002
4. ↑  ”Dom andra” (på engelska). Finnishcharts. 11 mars 2002. https://finnishcharts.com/showitem.asp?interpret=Kent&titel=Dom+andra&cat=s. Läst 3 oktober 2008.
5. ↑  ”Dom andra” (på engelska). Norwegiancharts. 11 mars 2002. https://norwegiancharts.com/showitem.asp?interpret=Kent&titel=Dom+andra&cat=s. Läst 3 oktober 2008.
6. ↑  ”Dom andra” (på engelska). Swedishcharts. 11 mars 2002. https://swedishcharts.com/showitem.asp?interpret=Kent&titel=Dom+andra&cat=s. Läst 3 oktober 2008.
7. ↑  ”Reijo Taipale – Ihan Kuin Nuo Toiset”. Discogs. https://www.discogs.com/Reijo-Taipale-Ihan-Kuin-Nuo-Toiset/release/2759684. Läst 27 april 2019.